# 国民革命军第五十八军
国民革命军第五十八军属于滇军。

## 历史
1938年6月在云南以滇军6个团和国民兵常备训练队组建第五十八军，每师辖两个旅，每旅辖两个团。
- 军长孙渡
- 新编第10师：师长刘正富/1940年8月高振鸿/1942年10月萧本元
- 新编第11师：师长鲁道源/1940年7月梁得奎/1943年2月侯镇邦
- 新编第12师：师长龚顺璧

1938年8月1日该军在昆明誓师出征。10月至湖北崇阳，与滇军第六十军合编为第三十军团。第六十军第183师与第五十八军新编第12师调出组建新编第三军。这3个军又编为第1集团军。武汉会战崇阳战役中，新编第12师损失惨重，番号被撤消。
1939年3月，五十八军参加南昌作战中。后参加了第二次长沙会战、第三次长沙会战。驻醴陵、湘潭、株洲市整补。1942年10月孙渡升任第1集团军副总司令，鲁道源继任军长。率部参加浙赣会战。1943年11月调防井冈山区。军部设宁冈县鹅岭乡坪上村谢家祠，数月之后搬到龙市龙须观。新十师师部设在新城露霞村罗家祠，新十一师师部设在大陇街的尹家大店，第十三师师部设在葛田乡树背村张家祠。该军部署：新十一师扼守黄洋界、茨坪一线，阻击从湖南酃县插过来袭击遂川飞机场的日军；新十师守卫大井至行洲的山地，作为截击敌寇南下遂川的第二道防线；第十三师的主力一分为二，分别驻守新七溪岭与鹅岭，防止日军从永新的南乡与关背两个方向突入宁冈。1943年12月参加常德会战。1944年5月由江西分宜、宜春开往湖南参加了长衡会战。1945年初在江西吉安以北之安福地区参加了湘粤赣边区之作战、南战场之赣西迫击作战。
1946年该军改编为整编第58师，调归徐州绥靖公署。担任机动作战任务。
- 整编师长：鲁道源
- 副师长：梁德奎、唐宇纵
- 参谋长：鲁元（黄埔六期）
- 副参谋长：郭郁文
- 新编第10旅：旅长萧本元 政治部主任刘福贞
- 新编第11旅：旅长侯振邦/1947年10月王铁麟

1946年7月中旬，整编第58师自砀山、黄口进攻，新10旅占领路西根据地中心濉溪口镇。8月为策应陇海战役，进攻路西根据地。华中军区第8军分区受到很大损失，被迫转移到夏商亳地区。而后，整编第58师又协同整编第69师进攻淮北。1947年2月整编第58师参加豫皖边战役。
鲁西南战役羊山集被围部队告急时，蒋介石严令整编第58师和整编第66师第199旅由金乡迅速北援，并乘飞机到开封亲自指挥解羊山集之围。7月20日又令王敬久率整编第58师和第199旅，在飞机、坦克掩护下由金乡北上，以解羊山集之围。刘伯承、邓小平为争取先机之利，以冀鲁豫7分区和冀鲁豫军区独立第1、第2旅进至万福河阻援，诱使国军先头部队199旅渡过万福河，再切断第199旅与整编第58师的联系，将第199旅和由羊山集出来接应的1个团全歼。
1947年下半年参加大别山清剿战役。9月7日和17日到19日，刘邓先后在商城附近求歼整编第58师，未成，且受了些损失。后来，整编第58师又协同48师在大别山与刘邓作战取得一定战果。
1948年初新编第11旅被裁减，该师下辖新编第10旅和整编第183旅。宛东战役中，1948年5月31日晨张轸由埠口经桥头镇向南阳回撤。陈赓西兵团在就势进击之中，只在马刘营、连庄杀伤整编第五十八师6000余名。西兵团之华野十纵司令员宋时轮并未机械执行陈赓命令，30日当天仅令陈再道的中野二纵东撤，自己则率华野十纵主力从瓦店、白秋地区向桐河、高庙、桥头方向开进，因此得以在张轸兵团向西逃跑时，在娄子庄、小司庄之线阻击由南阳地区回援之国军，共截击与歼灭张轸万余人，其中俘整编第五十八师副师长肖本元以下5300余人，整编第183旅及师直属队损失。1948年9月，整编第58师恢复第58军的番号：
- 军长鲁道源
- 副军长鲁元（代军长）
- 参谋长程学玉
- 第183师：师长魏沛仓/1948年9月王光伦
- 第226师：新编第10旅改称。师长萧本元/王少才
- 第265师：1949年1月编成。师长段经/段希文

1949年1月，鲁道源升任为第11兵团司令、武汉卫戍司令兼第五十八军军长。
1949年7月至9月，该军参加了湘赣战役和湘西衡宝战役遭重创。由湖南撤退至广西。1949年12月该军在广西战役的粤桂边作战在广西境内容县、北流被第四野战军全歼。师长段希文由两广潜赴香港定居，后受李弥邀请入缅甸加入“云南反共救国军”，1968年归化泰国。